# 卡特莱因·佩特斯
卡特莱因·佩特斯（荷蘭語：Cathelijn Peeters，1996年11月6日—），荷兰女子田径运动员，2023年欧洲室内田径锦标赛女子4×400米接力金牌得主、2023年欧洲运动会女子400米栏铜牌得主、2023年世界田径锦标赛女子4×400米接力金牌得主。